# Sommergibile Peral
Il sommergibile Peral è stato il primo dotato di propulsione elettrica a batteria e fu costruito dall'ingegnere e marinaio spagnolo Isaac Peral (1851–1895) per l'Armada Española. 

Il primo sommergibile militare pienamente operativo fu varato l'8 settembre 1888 ed aveva un tubo lanciasiluri (e due siluri) e un sistema di rigenerazione dell'aria. La sua forma dello scafo, l'elica, e i controlli esterni cruciformi hanno anticipato di anni i progetti dei sommergibili successivi.

## Descrizione

Schema del Peral

La sua velocità in immersione era di 3 kn (5,6 km/h, 3,5 mph). Con le batterie completamente cariche, fu la più veloce unità sottomarina mai realizzata prima, con livelli di prestazioni subacquee (ad eccezione dell'autonomia) che corrispondevano a quelle delle imbarcazioni della prima guerra mondiale se pur per un tempo molto breve, limitato dalla durata della carica delle batterie.
Ad esempio, l'U-Boot tedesco prebellico SM U-9 costruito nel 1908, aveva una velocità sottomarina di 8,1 kn ed era in grado di navigare in immersione per 150 km (81 NMI) a 5,8 kn, prima di dover riemergere per ricaricare le sue batterie.
Nel mese di giugno 1890, il sommergibile Peral lanciò un siluro in immersione. Fu anche il primo sommergibile ad integrare un sistema di navigazione subacquea completamente affidabile. Tuttavia, la gerarchia navale spagnola non volle portare a termine il progetto nonostante due anni di test con buoni risultati. Le sue capacità operative hanno portato alcuni a definirlo il primo U-Boot.